# Myaka myaka
Myaka myaka es una especie de peces de la familia Cichlidae en el orden de los Perciformes.

## Morfología
- Los machos pueden llegar alcanzar los 6,7 cm de longitud total.[2]
- Número de  vértebras: 28-29.[3]

## Alimentación
Come principalmente fitoplancton y insectos pequeños.

## Hábitat
Vive en zonas de clima tropical.

## Distribución geográfica
Se encuentran en África: es una especie  endémica del lago Barombi Mbo (Camerún ).